# Amparo Lozano Cercós
Amparo Lozano Cercós (Sarrión, Teruel, 24 de septiembre de 1957) fue profesora de arte contemporáneo española en la Facultad de Bellas Artes de la Universidad de Castilla-La Mancha y colaboradora con diversos artistas contemporáneos e instituciones como el Museo Nacional Centro de Arte Reina Sofía.

## Trayectoria profesional
Licenciada en Filosofía y Letras en Universidad de Zaragoza en 1985. Realiza Estudios de Crítica y Comisariado de Arte en el IECCA de Barcelona en 1987. Doctora en Humanidades por la Facultad de Bellas Artes de la Universidad de Castilla-La Mancha en 2013 con la tesis dirigida por la Dra. Catedrática de Estética y Teoría de las Artes Ana Martínez-Collado, titulada "Situación de las prácticas artísticas en la década de los años 90 en el estado español. Hacia la imagen en movimiento".
Directora de programación de las actividades especiales en la Escuela de Estudios de Crítica y Comisariado (IECCA) en el año 1988 y coordinadora del ciclo de conferencias "La condición postmoderna: revisión de los años ochenta" (con Joan Astorch) en Amics dels Museus de Cataluña en el año 1990.
Coordinadora de las exposiciones de Artes Plásticas de arte contemporáneo en el año 1991 durante La semana de Cataluña en Calvi (Córcega), el mismo año en el Ayuntamiento de Barcelona fue Secretaria de Dirección de la Bienal de Barcelona 92. 
En 1993 fue la comisaria de la exposición colectiva "Desde dentro" en La Capella de l'Antic Hospital de la Santa Creu de Barcelona, y en la Sala de exposición de Bilbao Bizkaia Kutxa de la exposición "Lankidetzak" del artista Joan Fontcuberta.
En 1995 obtiene la beca de apoyo a la investigación concedida por el Instituto de Cultura Juan-Gil Albert de Alicante y en el mismo año recibe el Premio Apoyo a la Investigación de Arte Contemporáneo.
Desde el año 1992 participa en comités como la selección de artista residente en el PS1 de Nueva York en 1998 o las becas anuales para artistas internacionales de The Pollock-Krasner Foundation en 1999. En 2005 formó parte del comité de selección Ingenio 400 del Ministerio de Educación y Cultura y ese mismo año forma parte del Comité de selección de proyectos Caja Madrid: Generaciones 2005 y 2006. También fue miembro del comité de Premio Ensayos sobre arte contemporáneo de la Fundación Arte y Derecho en 2008.
Fue directora de exposiciones de la Colección Parkett en el año 2009. En 1996 participa como ponente en diversos congresos como "Feminismo y crítica cultural, el debate en nuestro país" o el seminario "¿Dónde van las artes?" en la Escola d'Art i Disseny Massana de Barcelona. También en el seminario Sophie Calle en la Fundación La Caixa de Barcelona en 1997, el I Curso de arte contemporáneo "Subjetiva y diversa. representación y género" en el Centro Andaluz de Arte Contemporáneo de Sevilla, el Curso "Estado del arte Contemporáneo" en la Diputación de Zaragoza en 1998. En 1999 participa en "Pautas y contrastes" en las jornadas "Espacio Uno" realizadas en el Museo Nacional Centro de Arte Reina Sofía de Madrid.
En el año 2004 formó parte del proyecto "Desacuerdos. Sobre arte, políticas y esfera pública en el estado español" con un estudio detallado de las actividades artísticas llevadas a cabo por el Partido Popular en sus dos últimas legislaturas desde el Ministerio de Cultura y el de Asuntos Exteriores y en el año 2005 hasta 2008. Desde 2010 hasta 2024 colabora en el master "Especialista en medios de impresión gráfica, ilustración y acuñación artística" en La Real Casa de la Moneda y Timbre de Madrid y en la Universidad de Castilla-La Mancha en la facultad de Bellas Artes.

## Publicaciones
Ha colaborado en algunos textos para publicaciones de galerías de arte como la galería Àngles de la Mota y la Galería Antoni Estrany, ahora unificadas, también para la Galería Antonio de Barnola. 
También fue revisora en varios números de la revista de los Artistas Visuales Asociados de Madrid (AVAM) "Inventario 11: Un Centro de recursos a debate" en el año 2005, de "Inventario 12: El estatus del artista " en 2007 y de "Inventario 14: Centros de recursos europeos para la producción artística" en el año 2008.
Participó en el año 2005 en la revisión de textos del libro-catálogo de la exposición internacional de vídeos "Cárcel de Amor" del Departamento de Audiovisuales del Museo Nacional Centro de Arte Reina Sofía.
Además, ha escrito algunas reseñas, como puede comprobarse en su perfil de Dialnet.

### Artículos y publicaciones en revistas
Ha participado en la revista EXIT Express, así como en las ediciones EXIT Book, ha colaborado en artículos para revistas como Guía del Ocio, Ajoblanco o Papers d’Art entre otras y ha escrito algunos artículos como los enumerados a continuación:
- “Intervalo entre la construcción y la ruinas”, Facultad de Bellas Artes de Málaga , 2022[20]
- “Crossing Lines”, de la exposición "Crossing Lines”Juan Carlos Robles. Galería Isabel Hurley, Málaga, 2017
- “¿Lo geográfico es político?”, LAMOSA. Laboratorio Modelable Artístico, 2015[21]

### Textos en catálogos
- “Del gesto de la pintura a la huella de la fotografía” (Joan Fontcuberta). En Lankidetzak. Bilbao Bizkaia Kutxa, Bilbao, 1993. ISBN 84-8056-049-5 con Joan Fontcuberta, Neus Miró y Santos Zunzunegui [22]
- “Epistion. L’autre territoire. Un nou habitar”. En Monodia. Salomé Cuesta. Joseph María Martín. Alexandre Martínez. Patronat Municipal de Cultura de Mataró, 1994. ISBN 84-8026-198-6 con Martí Perán; Miquel Bardagil y Pilar Bonet
- “Desacotaciones y dualidades” (Montserrat Soto). En Tarazona Foto. Tarazona Foto, 1995. ISBN 84-86947-87-1 con Mario Teres; Xavier Sáenz De Gorbea; Carlos Gil Roig; A. Molinero Cardenal; Joel Savary; Betti Sue Hertz; Enric Mira Pastor y José Ramón Davila
- “Tres ventanas. Tus rosas amarillas” (Lucía Onzaín) y “Trascender el solipsismo” (Juan Carlos Robles). En L’escola invisible Tallers de Quam. Euomo Editorial. Diputación de Barcelona. Servei de Cultura, 1995 ISBN 84-7794-404-0 con Florenci Guntín, José Lebrero, Pedro G. Romero, José Luis Brea, Perejaume, Antoni Abad, Óscar Abril-Ascaso, Teresa Grandas, Rosa Pera, Miguel Bardagíl, Assumpta Bassas, Pau Lagunas y Lluís Noguera
- Toma de partido. Desplazamientos. QUAM. Sin título. 1995. ISBN 84-7609-729-B
- “Inicio constante desde el punto cero, al hilo de otros decires”en Sin nombre. Monserrat Soto. Fundació “la Caixa”. Barcelona, 1996. ISBN 84-7664-536-8 con Jose Luis Brea [23]
- “Recovecos de pulsión” (Cathy de Monchaux y Begoña Montalbán). En Replecs de la pulsió. Fundació “la Caixa”, Barcelona, 1996 ISBN 84-7664-545-7 con Ana Martínez-Collado [24]
- “Presencia y ausencia en un relato cíclico por aproximación” en Janine Antoni. Activitats esculturals Fundació “la Caixa”, Barcelona, 1996. ISBN 84-7664-547-3 con Mignon Nixon [25]
- ”Mirar-percibir-ver(sionar) y otros deseos” (Florence Paradeis y Carmen Navarrete). En Mirades i vi(ver)sions. Fundació “la Caixa”, Barcelona, 1996. ISBN 84-7664-540-6 con Giulia Colaizzi[26][27]
- Perejaume: una conversación. TRANSarts.cultures.media. 1999. ISSN 1697-5425
- “Derivaciones de una nueva patología”. En Pautas y contrastes. Aldeasa, MNCARS, 2000. ISBN 84-8026-952-9 con Estrella De Diego; Juan Antonio Álvarez Reyes; Alberto Martín; Maria Pallier; Frederic Montornés; Margarita Aizpuru; Agustín Pérez Rubio; Nekane Aramburu; Rafael Doctor Roncero[28][29]
- “Ingenuidades aparentes” (Florence Paradeis). En Imago 2000. Encuentros de fotografía y vídeo. Ediciones Universidad de Salamanca, 2000. ISBN 84-7800-924-8 con Andreas Fiedler; Simon Morrissey; Staci Boris; Claire Doherty; Patricia Felisa Barbeito; Creatures; Franck Larcade; Marccela Beccaria; Joanna Lowry [30][31]
- “Un apunte, varios interrogantes (y algunos quizás) acerca de Paisaje Secreto” En Montserrat Soto. Paisajes y otras cosas. Galería Luis Adelantado, Valencia, 2001. V-4973-2001 con Enrique Juncosa
- “Reflejos de identidades rotas (hurtadas), de cómo nos ve aquello que miramos” En Afuera (Juan Carlos Robles). Sala Oriente. Caja San Fernando, Sevilla, 2000. V-4973-2001 con Jesús Reina, Martí Conrads y Angelika Richter [32]
- Molding me y Escalator en Monocanal. Museo Nacional Centro de Arte Reina Sofía, 2001. ISBN 84-8026-198-6 con Berta Sichel; Neus Miró; Juan Antonio Álvarez Reyes; Antoni Mercader; Valeria Camporesi; José Luis Brea.[33]
- “Política cultural del Estado español en el exterior” en Desacuerdos 2. Sobre arte, políticas y esfera pública en el Estado español / caso de estudio política cultural del Gobierno español en el exterior (2000-2004). Arteleku, MACBA y UNIA, arteypensamiento, 2005. ISBN 84-89771-09-X con Jorge Luis Marzo[34][35]
- “Identidades discursos” en The FACE and the FACE. Un proyecto de Isabel María. MEIAC, Badajoz, 2005. ISBN 84-609-7876-1 con Antonio Weinrichter[36]
- Ángel Sardina. Aprendiendo a caminar. CONSEJERIA CULTURA Y TURISMO, Castilla y León, 2006. ISBN 84-9718-359-2 con Marcos-Ricardo Barnatan [37][38]
- “Introducción a Líneas de mira” en Líneas de Mira. Centro Atlántico de Arte Moderno, Las Palmas de Gran Canaria, 2007. ISBN 978-84-89152-91-5 con Jorge Luis Marzo; Fernando Arrocha Y Ángela Cuadra; Verónica Gayán[39][40]
- “Representaciones  e imágenes urbanas. Tres anotaciones” en Francesco Jodice. Secret Traces 1997-2007. Ayuntamiento de Tarragona, 2007. ISBN 978-84-935674-2-2 con Cristina García-Lasuen
- “Una mirada a lo no visible”. En Mariano Calvé. Caminando con un alma nómada (pag 19-27). Museo Provincial (Teruel), 2009. ISBN 978-84-87183-91-1 con Nines López y Ben Clark[41]
- “Un saludo desde otra -una más- periferia”. En Sevilla. Ozú qué caló! Cúbica Multimedia, 2010. ISBN 978-84-614-4635-3 con Manuel Chaves Nogales; Amalia Bulnes; Jesús Reina y Diego Valdés
- “De la escultura a la imagen fija y en movimiento”. En Juan Carlos Robles. Rebvelado. Centro de la Artes de Sevilla, Instituto de la Cultura y las Artes de Sevilla, Ayuntamiento de Sevilla, 2013. ISBN 978-84-92417-25-4 con Juan Carlos Robles y Luis Francisco Pérez
- “Relato de un deseo de encuentro” En el Catálogo de la exposición “El espejo de Hércules” Juan Carlos Robles, ALCULTURA, Algeciras, Cádiz. Facultad de Bellas Artes de Málaga, Ed. Maringa Estudio S.L. 2015. ISBN 978-84-944897-0-9 con Juan Carlos Robles, Antonio Navarro, José M. López-Agulló y Antonio A. Caballero
- “Paseo del Parque”. En Catálogo de Exposición individual de Antonio Navarro "Paseo del Parque", Sala de Exposiciones de la Facultad de Bellas Artes, UMA. Galería Isabel Hurley, Málaga, 2017. ISBN 84-09-09038-9 con Juan Carlos Robles, Antonio Navarro, José M. López-Agulló y Antonio A. Caballero

### Catálogos
- Catálogo 89 segundos en el Alcázar. Museo Nacional Centro de Arte Reina Sofía, 2006. D.L. M-26080-2006
- Locuras contemporáneas. Museo Nacional Centro de Arte Reina Sofía, 2006. ISBN 553-06-002-9 con Teresa Badía [42]
- Gabriel Díaz. Leopoldo Ferrán / Agustina Otero. Javier Pérez. Mabi Revuelta. Galería Salvador Díaz, 2000 [43]
- Catálogo En - entre - límite, Galería Luis Adelantado, Valencia, 2000
- En el dubte. Museu d’Art  Modern, Tarragona, 1999. ISBN 84-88618-68-9 [44][45]
- Catálogo Txuspo Poyo. El desierto de hielo. Galería Lekuna, Pamplona, 1999
- Empar Cubells. Objectes perduts. Museu d’Art Modern, Tarragona, 1998. T-768.1998 [46]
- Juan Uslé- UIT and without memory. Ayuntamiento de Miengo (Cantabria), 1998. D.L SA-439-1008 [47]
- Albert Casañé. Centro Cultural Tecla Sala, Barcelona 1995. 25-178-96 [48]
- En el otro lado de las cosas. Propalaciones y Poesía. Centro Cultural Tecla Sala, Barcelona, 1995. D.L B-39-229/95 [49]
- Sujetos a lo inefable. Galería Antonio de Barnola, Barcelona, 1993.[50]
- Francesc Abad. Miquel Mont. Begoña Montalbán. Des d'endins. Ajuntament de Barcelona, 1992. [51]
- Ciertas distancias. Galería Antonio de Barnola, Barcelona, 1992. [51]

## Comisariados
| Exposición | Lugar                                                                           | Fecha             |
| --- | ------------------------------------------------------------------------------- | ----------------- |
| Comisaria de arte independiente de la exposición de Mariano Calvé | Museo de Teruel                                                                 | 15/01/2009        |
| Comisaria de arte independiente de la exposición Líneas de mira | Centro Atlántico de Arte Moderno (CAAM)                                         | 01/07/2007        |
| Comisaria de arte independiente de la exposición The Face and the face | MEIAC, Museo Extremeño e Iberoamericano de Arte Contemporáneo                   | 2006              |
| Comisaria de arte independiente de la exposición Locuras contemporáneas con Teresa Badía | Museo Nacional Centro de Arte Reina Sofía (MNCARS)                              | 15/01/2005        |
| Comisaria independiente de la exposición Jürgen Klauke | Galería Metropolitana de Barcelona                                              | 07/01/2000        |
| Comisaria independiente de la exposición En-entre-límite | Galería Luis Adelantado, Valencia                                               | 27/11/1999        |
| Comisaria independiente de la exposición Epileg. Intercanvi d’intensitats. Begoña Montalbán, Carmen Navarrete i Montserrat Soto | Centre Cultural de la Fundació “la Caixa”, Vic                                  | 22/11/1996        |
| Comisaria independiente de la exposición Activitats esculturals. Janine Antonie | Sala Montcada. Fundación “la Caixa”, Barcelona                                  | 14/06/1996        |
| Comisaria independiente de la exposición Replecs de la pulsió. Cathy de Monchaux y Begoña Montalbán | Sala Montcada. Fundación “la Caixa”, Barcelona                                  | 26/04/1996        |
| Comisaria independiente de la exposición Extensions. Pase de vídeos a la carta de : Cabello/Carceller, Núria Canal, Vera Chaves, Regina Frank, Susy Gómez, Marie Ange Guillaminot, Mona Hatoum, Cathy de Monchaux, Lucía Onzaín y Kristin Oppenheim.                       | Sala Montcada. Fundación “la Caixa”, Barcelona                                  | 01/03/1996        |
| Comisaria independiente de la exposición Mirades i vi(ver)sions | Sala Montcada. Fundación “la Caixa”, Barcelona                                  | 01/03/1996        |
| Comisaria independiente de la exposición Sin nombre. Artista: Montserrat Soto | Sala Montcada. Fundación “la Caixa”, Barcelona                                  | 1996              |
| Comisaria independiente de la exposición Montserrat Soto en el Festival de Tarazona Foto Artista: Montserrat Soto | Diputación General de Aragón                                                    | 15/07/1995        |
| Comisaria independiente de la exposición El quid. Artistas: Carles Amill, Joan Casals, Joaquim Chancho,Montserrat Cortaderas, Joan Durán, Carles Fargas, Salvador Juanpere, Manel Laureado, Albert Macaya, Rufino Mesa, Marcel Pey, Joan Ron, Aureli Ruiz y Francesc Vidal | Galería Morey, Reus                                                             | 07/04/1995        |
| Comisaria independiente de la exposición En el otro lado de las cosas. Propalaciones y poesis. Artistas: Olga Adelantado, Ana Miguel, María Zárraga y Erich Weiss. | Centre Cultural Tecla Sala y Caz La Galería                                     | 02/06/1995        |
| Comisaria de la exposición Epistion. Artistas: Salomé Cuesta y Josep María Martín | Museo Comarcal del Maresme, Mataró                                              | 05/1994 - 06/1994 |
| Comisaria independiente Rera l’ull del vidre. Ciclo de tres exposiciones individuales de Daniel Canogar, Núria Canal y Erich Weiss | Sala de exposición del Ayuntamiento de Mataró                                   | 01/02/1994        |
| Comisaria de la exposición Sujetos de lo inefable. Artista: Begoña Montalbán | Galería Antonio de Barnola, Barcelona                                           | 02/1994           |
| Comisaria independiente de la exposición Des d’endins. Exposición colectiva en la Capella de l’antic Hospital de la Santa Creu, Barcelona. Artistas: Francesc Abad, Miguel Mont y Begoña Montalbán                                                                         | Federació Sindical d’Artistes Plàstics de Catalunya “Ayuntamiento de Barcelona” | 04/05/1993        |
| Comisaria independiente de la exposición Lankidetzak. Artista: Joan Fontcuberta | Bilbao Bizkaia Kutxa                                                            | 01/01/1993        |
| Comisaria independiente de la exposición Ciertas distancias. Artistas: Mireia Clotet, Mary Jane Dean, Cynthia Fusillo, Begoña Montalbán y Babette Werth | Galería Antonio de Barnola                                                      | 01/07/1992        |
| Comisaria de la exposición Tretze setis en Espacios para el arte en Gràcia. Exposición colectiva de 13 artistas | Departament de Cultura de Barcelona                                             | 1992              |
| Comisaria de la exposición Al fracàs (In memoriam) | Galeria Carles Poy, Barcelona                                                   | 1991              |

## Coordinación
| Cargo | Organismo                                          | Fecha                 |
| --- | -------------------------------------------------- | --------------------- |
| Coordinación de la exposición en el Centro Galego de Arte Contemporaneo. Cesión de obras para la exposición colectiva Sur le dandysme Aujord’hui (Colección Parkett, Bellas Artes Cuenca) | Centro Galego de Arte Contemporaneo                | 15/01/2010-21/03/2010 |
| Coordinadora de La seducción del caos. Documento y ficción en la obra de Basilio Martín Patino, exposición antológica del reconocido cineasta español materializada con la proyección simultánea (en la misma sala) de fragmentos de trece proyecciones de su cinematografía, presentadas utilizando la tecnología más reciente. PhotoEspaña04. | Centro Cultural Conde Duque, Madrid                | 2004                  |
| Coordinadora de Archivo F.X./ Los trabajos. Pedro G. Romero. Centro Cultural Conde Duque. PhotoEspaña04, | Centro Cultural Conde Duque, Madrid                | 2004                  |
| Coordinadora de Escapistas, Pedro Álvarez. | Museo Municipal de Arte Contemporáneo, Madrid      | 2004                  |
| Coordinadora editorial y coeditora del catálogo Monocanal | Museo Nacional Centro de Arte Reina Sofía (MNCARS) | 28/09/2002            |
| Coordinadora independiente de la exposición Tres rosas amarillas | Galería Antonio de Barnola, Barcelona              | 1995                  |
| Coordinación de la exposición itinerante La pute sans fard Artistas: Oliver Caban, Sabine-Anne Deshais, Bertrand Grimault, Franck Tallon, Françoise Valéry, Marca Veiner | Escola Massana / Instituto Francés de Barcelona    | 01/05/1994            |
| Coordinadora de las exposiciones de Artes Plásticas de arte contemporáneo en La semana de Catalunya en Calvi (Córcega) como profesional delegada por la Biennal de Barcelona. | Córcega                                            | 1991                  |

## Edición
| Catálogo | Organismo                                                              | Fecha      |
| --- | ---------------------------------------------------------------------- | ---------- |
| Edición y redacción de textos para la Guía de actividades y el catálogo general de la I Bienal Internacional de Arte Contemporáneo de Cartagena de Indias en Colombia | Bienal Internacional de arte contemporáneo Cartagena de Indias (BIACI) | 07/02/2014 |
| Editora independiente del Inventario nº 14. Centros de recursos europeos para la producción artística. Hacia el modelo AVAM ISSN: 1575-9970 | Asociación de Artistas Visuales de Madrid                              | 27/11/2007 |
| Editora independiente del catálogo D.L.: BI-1747-06 | Eusko Jaurlaritza-Gobierno Vasco                                       | 02/03/2006 |
| Edición de Inventario 12. El estatus del artista ISSN: 1575-9970 D.L: M-5325-2006 | AVAM, Madrid                                                           | 2006       |
| Coedición y revisión de textos del libro Cárcel de Amor. Relatos culturales sobre la violencia de género, con artículos escritos por profesionales e investigadores de diferentes disciplinas: desde documentales de situaciones contemporáneas (El asesinato de cientos de “maquiladoras” en Ciudad Juárez,México, hasta la violencia explicada en los videojuegos o la intervención activista de denuncia de la violencia en la red) ISBN 84-8026-258-3 D.L: M-17411-2005 NIPO: 553-05-012-6 | Museo Nacional Centro de Arte Reina Sofía (MNCARS)                     | 21/01/2005 |
| Editora independiente del catálogo The FACE and the FACE de Isabel María. ISBN 84-609-7876-1 | Museo Extremeño e Iberoamericano de Arte Contemporáneo (MEIAC)         | 10/11/2004 |
| Edición y coordinación editorial del libro Monocanal. Una investigación sobre la situación actual del vídeo y la aplicación de nuevas tecnologías al medio a partir de una selección de trabajos de videoartistas desarrollados entre 1996 y 2002 en España. NIPO: 181-03-001-6 D.L:M-8254-2003 | Departamento de Audiovisuales. MNCARS                                  | 2003       |